# Station Kilkenny MacDonagh
Station Kilkenny MacDonagh  is een spoorwegstation in Kilkenny in het gelijknamige graafschap in Ierland. Het station ligt aan de lijn Dublin - Waterford. Er vertrekken dagelijks zes treinen in de richting van Dublin en zeven richting Waterford. Het station is uitgevoerd als kopstation.
Het station werd in 1848 geopend als Kilkenny. In 1966 werd het, gelijk met stations in alle grotere plaatsen, hernoemd naar een held van de Paasopstand. In Kilkenny was dat Thomas MacDonagh.